# Casa Viperinilor

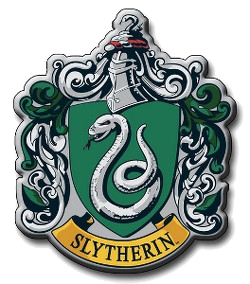

Casa Viperinilor ( Slytherin House) este una din cele patru case ale Școlii de magie, farmece și vrăjitorii Hogwarts, din romanele Harry Potter ale scriitoarei britanice J.K. Rowling. Casa a fost fondată de către Salazar Slytherin și este condusă de către profesorul Severus Snape. Culorile sale specifice sunt verdele și argintiul.

Fondatorul a apreciat și a favorizat elevii cu sânge curat și Plaria magica  a recunoscut că acesta poate fi un factor atunci când este sortat un elev. Elevii cu orice statut de sânge pot fi acum plasați în casă. Cu toate acestea, un student cu parinti Încuiati(Muggles) din acea casă este considerat a fi destul de rar.

Animalul specific casei este șarpele.

Camera comună este o cameră în temniță cu lămpi și scaune verzui. Această temniță se extinde parțial sub lac, dând luminii din cameră o nuanță verde. Camera comună are o mulțime de nuante de  negru și verde închis, canapele din piele; cranii; și dulapuri din lemn de culoare închisă. Este decorata cu tapiserii cu aventurile unor faimosi slyther-ini medievali. Este destul de mare, dar și destul de rece. A fost decorata cu dovleci pentru Halloween cel puțin o dată în anii 1980. Parola pentru a intra in camera se schimbă la fiecare două săptămâni și este afișată pe panoul de bord. Studenții din Anul 1 sunt avertizați să nu aducă niciodată studenți din alte case în camera comună sau să dezvăluie parola. Se presupune că nici un outsider nu a intrat în camera comună timp de mai mult de șapte secole până când Harry și Ron au intrat în  1992.Începând cu anul 2016, un portret al lui Horace Slughorn are un loc în camera comună din cauza vitejiei sale in Bătălia de la Hogwarts.

Casa corespunde aproximativ cu elementul apei din cauza șerpilor, fiind în mod obișnuit asociat cu marea și lacurile in mitologia vest-europeană, precum și cu faptul ca șerpii sunt animale fluide fizic și flexibile.

#### Elevi
- Draco Malfoy
- Vincent Crabbe Decedat
- Gregory Goyle Decedat
- Pansy Parkinson
- Marcus Flint
- Blaise Zabini
- Theodore Nott
- Malcolm Baddock
- Graham Pritchard

#### Foști elevi
- Severus Snape Decedat
- Bellatrix Lestrange Decedata
- Narcissa Malfoy
- Regulus Black
- Rodolphus Lestrange
- Rabastan Lestrange
- Leta Lestrange
- Lucius Malfoy
- Tom Riddle
- Evan Rosier
- Miles Bletchley
- Terence Higgs
- Astoria Greengrass